# 克勒佐公社
克勒佐公社（法語：Commune du Creusot）是法国历史上的一个起义公社，存在于1871年3月26日—28日的克勒佐（今勒克勒佐）。
1871年3月19日，勒克佐临时市长让-巴蒂斯特·杜迈在阿尔奈勒迪克的一家锉刀工厂召集工人开会，在那里，他得知前一天巴黎民众反对梯也尔政府的起义。次日，克勒佐共和社会主义委员会决定于3月26日对国民自卫军进行审查，并举行支持巴黎起义的示威活动。
3月25日，巴黎国民自卫军中央委员会派往外省的阿尔伯特·勒布朗呼吁克勒佐效仿巴黎、里昂和圣艾蒂安的榜样，宣布成立公社。在他的帮助下，杜迈精心准备了第二天的集会宣言。
3月26日，在克勒佐市政厅广场（今施奈德广场），国民自卫军和政府军士兵的对峙变成了兄弟般的“共和国万岁”呼喊；于是，上校撤走政府军。杜迈在市政厅一楼挂起红旗的窗口宣布：“我不再是凡尔赛政府的代表，我是克勒索公社的代表”。夜间，他派国民自卫军占领车站、电报局和邮局。
3月27日，省长、检察机关和增援的1000名士兵乘火车抵达，下令禁止集会，并对公社领导人发出逮捕令。支持杜迈和公社的示威活动被驱散。
当局屡次发布声明，但红旗不断升起。直到3月28日，克勒佐才恢复秩序。共和社会主义委员会的领导人大部分设法逃到日内瓦。一些人被监禁。杜迈本人被俘，但他设法逃脱并藏匿在勒克佐城里。4月底，省长下令解除国民自卫军的武装。警方缴获700支步枪和20000发子弹，但许多工人仍保留武器。
6月28日—29日，沙隆巡回法庭对22名被指控煽动内战的克勒佐官员进行审判，宣判在场的13名被告无罪。但流亡瑞士的杜迈于9月9日被缺席判处终身強迫勞動。1880年，杜迈返回法国，加入可能主义运动，先后当选为巴黎市议员（1887年—1890年）、塞纳省议会议员（1889年—1893年）。1893年，他以独立社会主义者的身份在圣艾蒂安选区竞选国民议会议员，失败后退出政坛。退休后，他到谢勒，他领导当地的工人国际法国支部。